# 坦尚尼亞歧鬚鮠
坦尚尼亞歧鬚鮠，為輻鰭魚綱鯰形目倒立鯰科的其中一種，為熱帶淡水魚，分布於非洲坦尚尼亞Rufigi流域，體長可達23公分，棲息在底中層水域，生活習性不明。